# Der Hirsch und der Weinstock

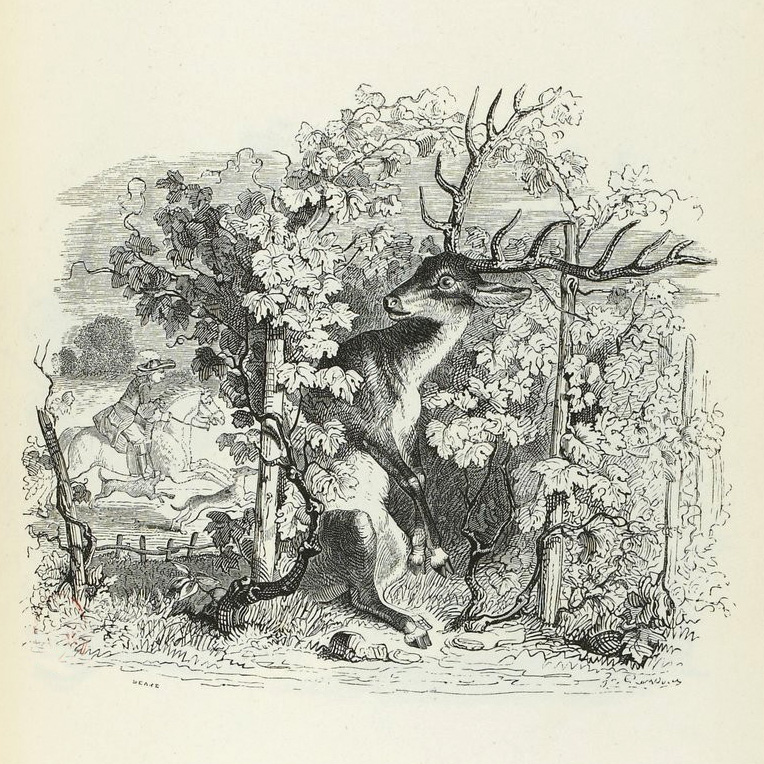
Le Cerf et la vigne

Der Hirsch und der Weinstock (französisch Le Cerf et la vigne) ist die 15. Fabel im fünften Buch der Fabelsammlung Fables Choisies, Mises En Vers von Jean de La Fontaine.
Die Fabel bringt ein warnendes Beispiel dafür, dass man gewährten Schutz nicht in undankbarer Weise missbrauchen sollte. Sie erzählt die Geschichte vom Tod eines Hirsches, der infolge einer Jagd in Lebensgefahr geriet. Eine hohe Weinrebe bot ihm Deckung, sodass er den Jägern zunächst entkam. Als er sich in Sicherheit wähnte, begann der Hirsch die Blätter der Rebe abzufressen und verriet sich durch das dabei entstehende Geräusch. Die Jäger hörten ihn, kehrten zurück und er fiel ihrer Hundemeute zum Opfer.